# Pawłówka (województwo mazowieckie)
Pawłówka – wieś sołecka w Polsce położona w województwie mazowieckim, w powiecie grójeckim, w gminie Chynów.
W latach 1975–1998 miejscowość położona była w województwie radomskim.